# مشکین‌گربه
مُشکین‌گربه (نام علمی: Genetta) نام یک سرده از زیرخانواده زبادیان است که شامل ۱۴ تا ۱۷ نوع از گوشت‌خواران آفریقایی می‌شود. مشکین‌گربه رایج تنها مشکین گربه‌ای است که در اروپا می‌باشد و در شبه جزیره ایبری و فرانسه یافت می‌شود.
فسیل‌های مشکین‌گربه از اواخر دورهٔ میوسن (وابسته به دوره سوم) و پس از آن در مناطقی در اتیوپی، کنیا و مراکش یافت شده‌است.

## ویژگی‌ها
مشکین گربه‌ها جانورانی باریک مانند گربه با بدنی بلند، دم حلقه‌ای بلند، گوش‌های بزرگ، پوزه‌ای نوک‌تیز و چنگال‌هایی تا حدی قابل برگشت هستند. پوست آنها خالدار است اما مشکین‌گربه‌های ملانیستی نیز ثبت شده‌است. آنها غده مشک و کیسه‌های مقعدی دارند. آنها همچنین غدد پرینیال (عجانی) دارند.
همه گونه‌های مشکین‌گربه دارای نوار تیره در امتداد ستون فقرات هستند. آنها از نظر رنگ پوست و الگوی نقطه‌ای متفاوت هستند. اندازه آنها بین گونه‌های مختلف از ۴۰٫۹ تا ۶۰ سانتی‌متر (۱۶٫۱ تا ۲۳٫۶ اینچ) در طول سر به بدن با ۴۰ تا ۴۷ سانتی‌متر (۱۶ تا ۱۹ در) دم طولانی متغیر است. دم آنها تقریباً به اندازه سر و بدن است. آنها چشمانی بزرگ با مردمک بیضوی دارند. عنبیه با رنگ موی آنها مطابقت دارد.

## پراکندگی و زیستگاه
همه گونه‌های مشکین‌گربه‌ها بومی آفریقا هستند. مشکین‌گربه معمولی در دوران تاریخی به جنوب غربی اروپا وارد شد. مشکین‌گربه‌ها حدود ۱۰۰۰ تا ۱۵۰۰ سال پیش به عنوان جانور نیمه‌اهلی از مغرب به منطقه مدیترانه آورده شد و از آنجا به جنوب فرانسه و ایتالیا راه یافت. مشکین گربه‌ها در آفریقا در زیستگاه‌های جنگلی شمال صحرا، در مناطق ساوانا در جنوب صحرا تا جنوب آفریقا و در امتداد سواحل عربستان، یمن و عمان یافت می‌شوند.

## بوم‌شناسی و رفتار

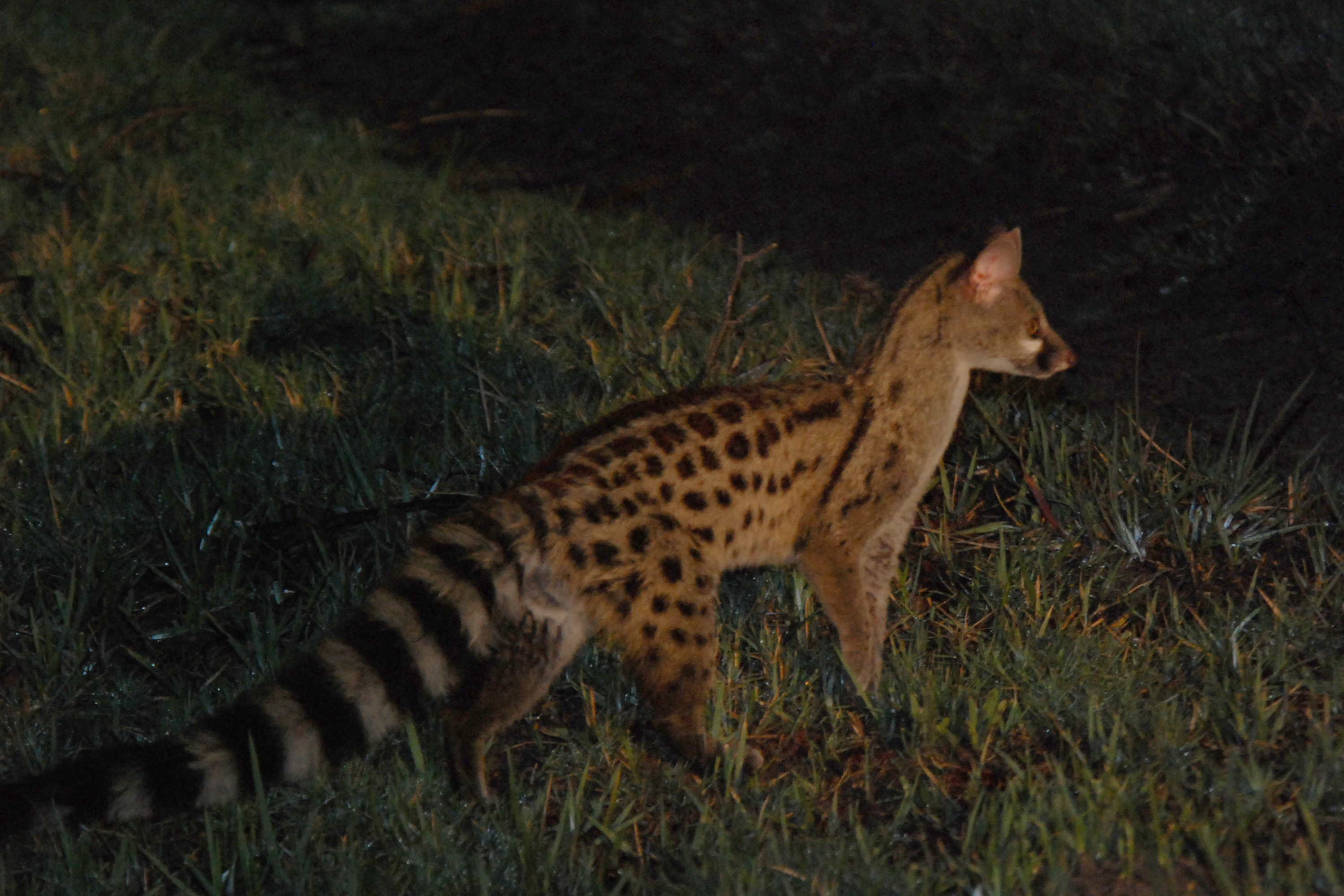
مشکین گربه

مشکین‌گربه‌ها بسیار چابک و سریع، دارای رفلکس سریع و مهارت استثنایی در کوهنوردی هستند. آنها تنها زبادان‌هایی هستند که می‌توانند روی پاهای عقب خود بایستند. (توضیح مترجم: زَبّادان (نام علمی: Viverridae) نام یک تیره از زیرراسته گربه‌سانان است) آنها راه می‌روند، یورتمه می‌روند، می‌دوند، از درختان بالا و پایین می‌روند و می‌پرند. آنها روی زمین زندگی می‌کنند، اما بیشتر وقت خود را در درختان می‌گذرانند. آنها تنها در نظر گرفته می‌شوند (گروهی نیستند)، مگر در هنگام جفت‌گیری و زمانی که ماده‌ها فرزندی دارند.
آنها همه‌چیزخوار هستند و از روی شانس بی‌مهرگان و مهره‌داران کوچک را شکار می‌کنند، اما از گیاهان و میوه‌ها نیز تغذیه می‌کنند. مشکین‌گربه‌های آبزی به‌طور عمده از ماهی تغذیه می‌کنند. تصور می‌شود که مشکین گربه‌های آنگولا از ملخ‌ها و بندپایان دیگر تغذیه می‌کنند. مشکین‌گربه جانستون احتمالاً به‌طور عمده از حشرات تغذیه می‌کند.
در سال ۲۰۱۴، یک تله دوربین در پارک Hluhluwe–iMfolozi یک مشکین‌گربه خال‌بزرگ را سوار بر پشت دو گاومیش مختلف و یک کرگدن گرفت. این نخستین بار بود که یک مشکین‌گربه در حال سواری گرفتن از دیگر جانوران ضبط شد.
ماده‌ها در هر باروری حداکثر پنج توله به دنیا می‌آورند. آنها توله‌های خود را به تنهایی بزرگ می‌کنند.

## تهدیدها

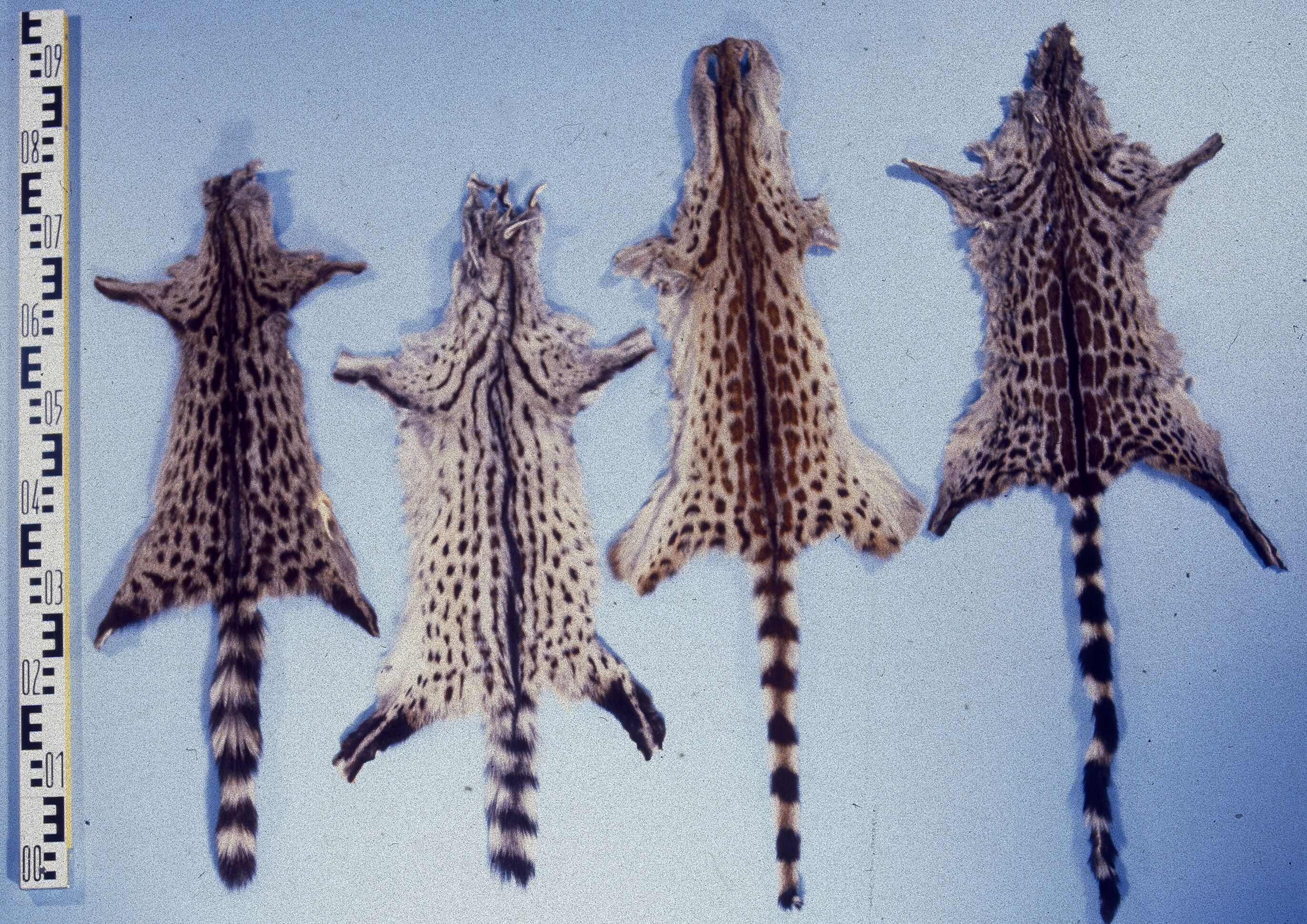
شکار انواع مشکین‌گربه برای خز

از دست دادن زیستگاه به دلیل جنگل‌زدایی و تبدیل شدن به زمین کشاورزی، تهدیدی بزرگ برای مشکین‌گربه تاج‌خروس و مشکین‌گربه جانستون است. هر دو گونه مشکین‌گربه برای گوشت و پوست نیز شکار می‌شوند. آنها به عنوان گونه‌های آسیب‌پذیر در فهرست سرخ اتحادیه بین‌المللی حفاظت از طبیعت(IUCN) ذکر شده‌اند. اینها همچنین تهدیدهای عمده‌ای برای مشکین‌گربه بورلون است که به عنوان گونه نزدیک تهدید طبقه‌بندی می‌شود.
مشکین‌گربه آبزی ممکن است تحت تأثیر شکار باشد، اما هنوز تهدیدهای عمده شناسایی نشده‌است. این گونه نیز به عنوان گونه نزدیک به تهدید در فهرست سرخ اتحادیه بین‌المللی حفاظت از طبیعت(IUCN) ذکر شده‌است.